# 第23回ダヴィッド・ディ・ドナテッロ賞
第23回ダヴィッド・ディ・ドナテッロ賞（だい23かいダヴィッド・ディ・ドナテッロしょう）の授賞式は、1978年7月1日にフィレンツェで行われた。

## 受賞者一覧

### 作品賞
- 鉄人長官 Il prefetto di ferro（監督：パスクァーレ・スクイティエーリ）
- In nome del Papa Re （監督：ルイジ・マーニ）

### 監督賞
- エットレ・スコラ（『特別な一日』）

### プロデューサー賞
- フランコ・コンミッテーリ（『In nome del Papa Re』）

### 主演女優賞
- ソフィア・ローレン（『特別な一日』）
- マリアンジェラ・メラート（『Il gatto』）

### 主演男優賞
- ニーノ・マンフレディ（『In nome del Papa Re』）

### 作曲賞
- アルマンド・トヨヴァヨーリ（『悦楽の貴婦人』）

### 外国人監督賞
- ハーバート・ロス（『グッバイガール』）
- リドリー・スコット（『デュエリスト／決闘者』）

### 外国人女優賞
- ジェーン・フォンダ（『ジュリア』）
- シモーヌ・シニョレ（『これからの人生』）

### 外国人男優賞
- リチャード・ドレイファス（『グッバイガール』）

### 外国映画賞
- 未知との遭遇（監督：スティーブン・スピルバーグ）

### ダヴィッド・ルキノ・ヴィスコンティ賞
- アンジェイ・ワイダ

### ダヴィッド・ヨーロッパ賞
- フレッド・ジンネマン

### ダヴィッド特別賞
- パオロ＆ヴィットリオ・タヴィアーニ（『父 パードレ・パドローネ』）
- ブルーノ・ボッツェット（『ネオ・ファンタジア』）
- ミハイル・バリシニコフ（『愛と喝采の日々』）
- モスフィルム
- ニール・サイモン